# Zellertal

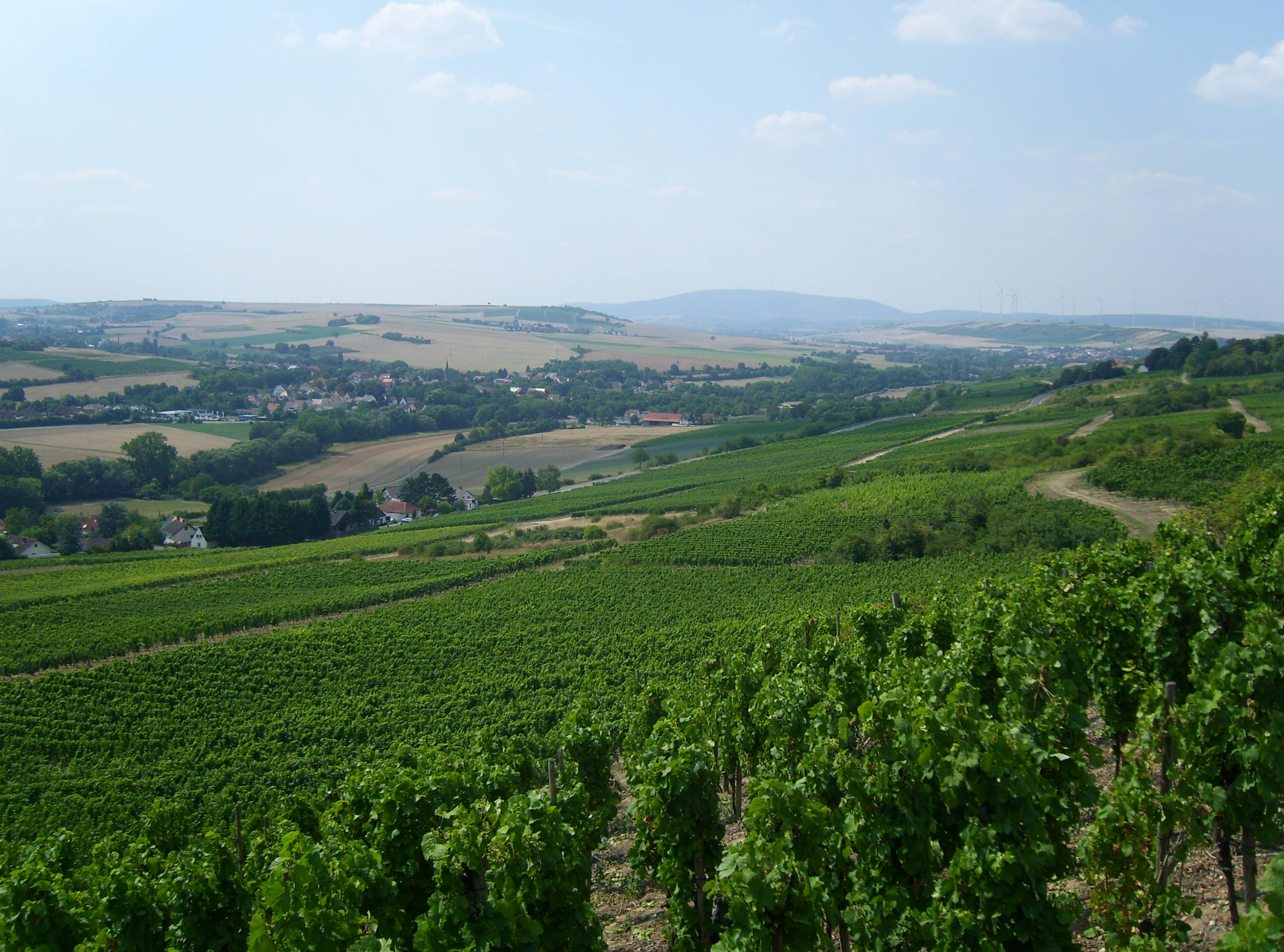
Ortsgemeinde Zellertal vom Hang aus nach Südwesten

Zellertal ist die am weitesten östlich liegende Ortsgemeinde im pfälzischen Donnersbergkreis in Rheinland-Pfalz. Sie gehört der Verbandsgemeinde Göllheim an, innerhalb derer sie gemessen an der Einwohnerzahl die drittgrößte Ortsgemeinde darstellt.

## Geographie

### Lage
Die aus drei Ortsteilen bestehende Gemeinde Zellertal liegt im gleichnamigen Zellertal zwischen Kaiserslautern und Worms im zum Rheinhessischen Tafel- und Hügelland gehörenden Alzeyer Hügelland unweit des Nordpfälzer Berglands. Sie bildet den östlichen Abschluss des Donnersbergkreises. Nachbargemeinden sind – im Uhrzeigersinn – Ober-Flörsheim, Mölsheim, Wachenheim, Kindenheim, Bubenheim, Immesheim und Einselthum.

### Wasserläufe und Erhebungen
Der größte Ortsteil Harxheim erstreckt sich in der Talaue an der Mündung des Ammelbachs, der von rechts in die Pfrimm fließt, und südlich den Nordhang des Kahlenbergs hinauf. Zell zieht sich nördlich davon an dem nach Süden weisenden Hang des Osterbergs empor. Niefernheim liegt östlich davon im Tal links der Pfrimm und am Südhang desselben Berges. Zwischen Harxheim und Niefernheim mündet außerdem von links der Flutgraben in die Pfrimm.

### Gemeindegliederung
Zur Ortsgemeinde Zellertal gehören als Ortsteile drei Winzerdörfer:
| Ortsteil    | zugehörige Wohnplätze                 |
| ----------- | ------------------------------------- |
| Harxheim    | Bannmühle, Jüngstmühle, Kurpfalzmühle |
| Niefernheim | Haus Lauer, Reitzenmühle              |
| Zell        | Klosterhof                            |

### Klima
Trotz der Lage in der Nordpfalz weist das Zellertal ein milderes Klima als der restliche Donnersbergkreis auf. Es profitiert davon, dass es nach Norden durchgängig von einem Höhenzug begrenzt ist, der Kaltlufteinbrüche verhindert oder zumindest abmildert. Die Ausrichtung des Tales von West nach Ost garantiert zudem viele Sonnenstunden pro Tag.

## Geschichte
Die Namen der Teilgemeinde Zell und des gesamten Tales gehen auf die „Zelle“ (lateinisch cella) des Einsiedlers Philipp von Zell zurück, der im 8. Jahrhundert hier wirkte und dem auch die katholische Pfarrkirche geweiht ist. Alljährlich wird am Sonntag nach dem dritten Mai das Philippsfest gefeiert.
Im Mittelalter unterstanden die drei Ortsteile dem Kloster Hornbach und bildeten eine Gerichts- und Steuergemeinde. Die Gerichtsvogtei war den Grafen von Leiningen als Lehen gegeben.
Die Ortsgemeinde Zellertal wurde zum 1. Januar 1976 aus den bis dahin selbstständigen Gemeinden Harxheim (seinerzeit 714 Einwohner), Niefernheim (188 Einwohner) und Zell (228 Einwohner) neu gebildet. Die 1972 erfolgten Zuordnungen zur damals geschaffenen Verbandsgemeinde Göllheim blieben bestehen.

## Bevölkerung

### Religion
Die Katholiken gehören zum Bistum Speyer und unterstehen dort dem Dekanat Donnersberg, die Evangelischen zur Protestantischen Landeskirche Pfalz.

### Einwohnerentwicklung
Die Entwicklung der Einwohnerzahl von Zellertal bezogen auf das heutige Gemeindegebiet; die Werte von 1871 bis 1987 beruhen auf Volkszählungen:
| Jahr | Einwohner |
| ---- | --------- |
| 1815 | 987       |
| 1835 | 1.148     |
| 1871 | 961       |
| 1905 | 978       |
| 1939 | 1.057     |
| 1950 | 1.341     |

| Jahr | Einwohner |
| ---- | --------- |
| 1961 | 1.302     |
| 1970 | 1.261     |
| 1987 | 1.189     |
| 2005 | 1.246     |
| 2017 | 1.157     |

## Politik

### Gemeinderat
Der Gemeinderat in Zellertal besteht aus 16 Ratsmitgliedern, die bei der Kommunalwahl am 9. Juni 2024 in einer personalisierten Verhältniswahl gewählt wurden, und der ehrenamtlichen Ortsbürgermeisterin als Vorsitzender.
Die Sitzverteilung im Gemeinderat:
| Wahl | SPD | FWZ * | WGE * | Gesamt   |
| ---- | --- | ----- | ----- | -------- |
| 2024 | –   | 11    | 5     | 16 Sitze |
| 2019 | 4   | 12    | –     | 16 Sitze |
| 2014 | 6   | 10    | –     | 16 Sitze |
| 2009 | 6   | 10    | –     | 16 Sitze |
| 2004 | 6   | 10    | –     | 16 Sitze |

### Bürgermeister
Sonja Stoll-Merkel (FWZ) wurde am 2. Juli 2024 Ortsbürgermeisterin von Zellertal. Da bei der Direktwahl am 9. Juni 2024 kein Wahlvorschlag eingereicht wurde, oblag die Neuwahl des Bürgermeisters gemäß rheinland-pfälzischer Gemeindeordnung dem Rat. Dieser entschied sich auf seiner konstituierenden Sitzung für Sonja Stoll-Merkel.
Stoll-Merkels Vorgänger waren Christian Lauer (2019 bis 2024) und Raimund Osterroth (2004 bis 2019). Davor hatte von 1999 bis 2004 Gustav Herzog dieses Amt innegehabt.

### Wappen
| Wappen von Zellertal | Blasonierung: „Über einem von Gold und Schwarz gespaltenen Schildfuß gespalten von Blau und Silber; rechts der heilige Philipp von Zell in goldenem Ornat mit blauem Rochett und den Abtinsignien Mitra, Krummstab und Buch, links eine blaue Traube an grünem Rebzweig.“ |
| Wappen von Zellertal | |

## Kultur und Sehenswürdigkeiten

### Bauwerke
Kulturdenkmäler

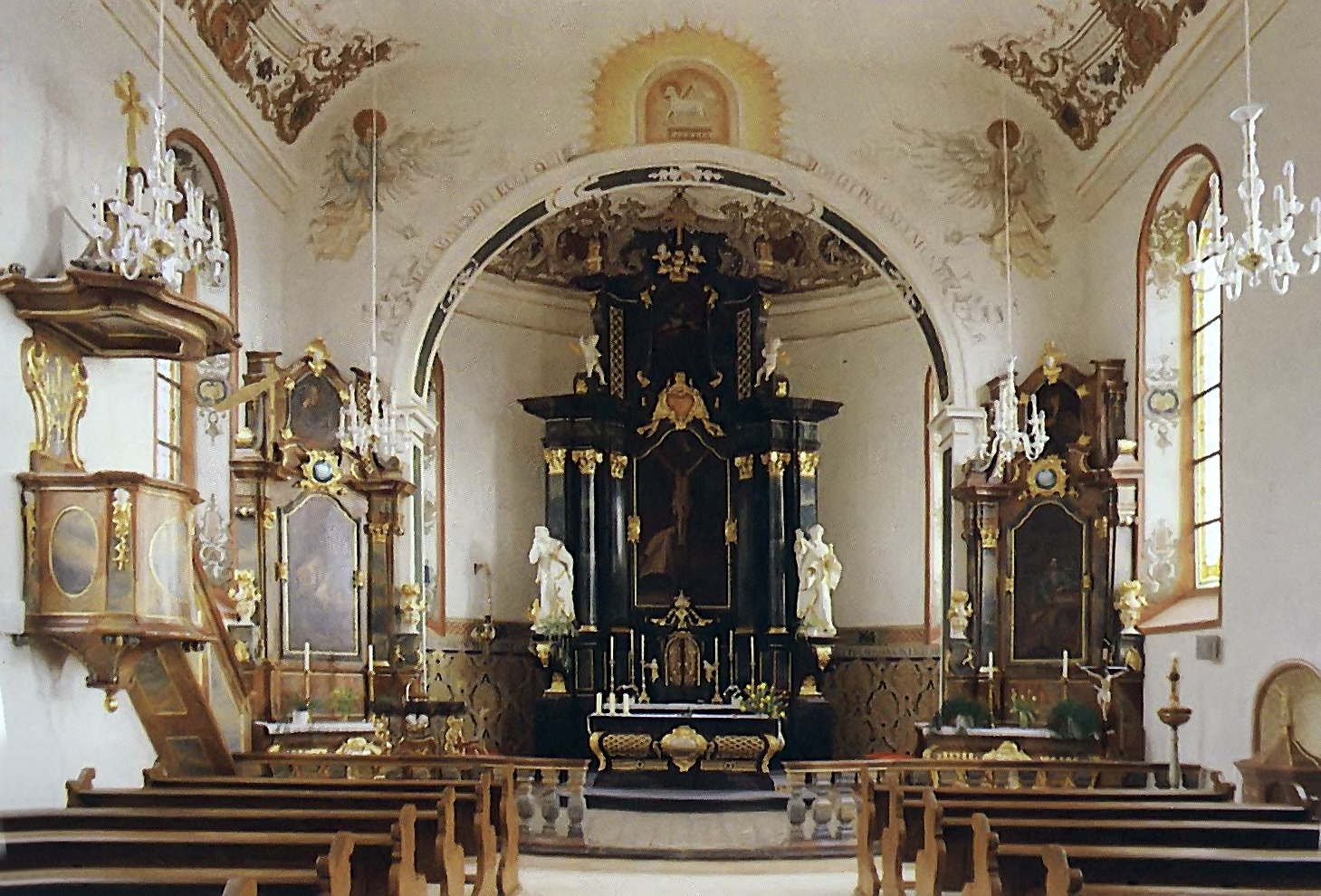
Innenaufnahme der katholischen Pfarrkirche St. Philipp

Der Ortskern von Zell ist als Denkmalzone ausgewiesen.
Hinzu kommen zahlreiche Einzelobjekte, die unter Denkmalschutz stehen, darunter die katholische Pfarrkirche St. Philipp, ein barocker Saalbau aus dem 18. Jahrhundert, sowie das als Kriegerdenkmal errichtete Ehrenmal, ein Monumentalbau von 1928. Ein weiteres bekanntes historisches Bauwerk ist das ehemalige Kollegiatstift Zell, dessen Wurzeln auf das 10. Jahrhundert zurückgehen.

### Natur
Innerhalb des Gemeindegebiets gibt es insgesamt vier Naturdenkmale.

### Regelmäßige Veranstaltungen
Das Philippsfest zu Ehren des Ortsheiligen wird jährlich am Sonntag nach dem 3. Mai gefeiert, das Parkfest im Ortsteil Zell am vierten Juli-Wochenende.

### Vereine
Vor Ort hat die Rheinland-pfälzische Fujian-Gesellschaft ihren Sitz.

## Wirtschaft und Infrastruktur

### Wirtschaft

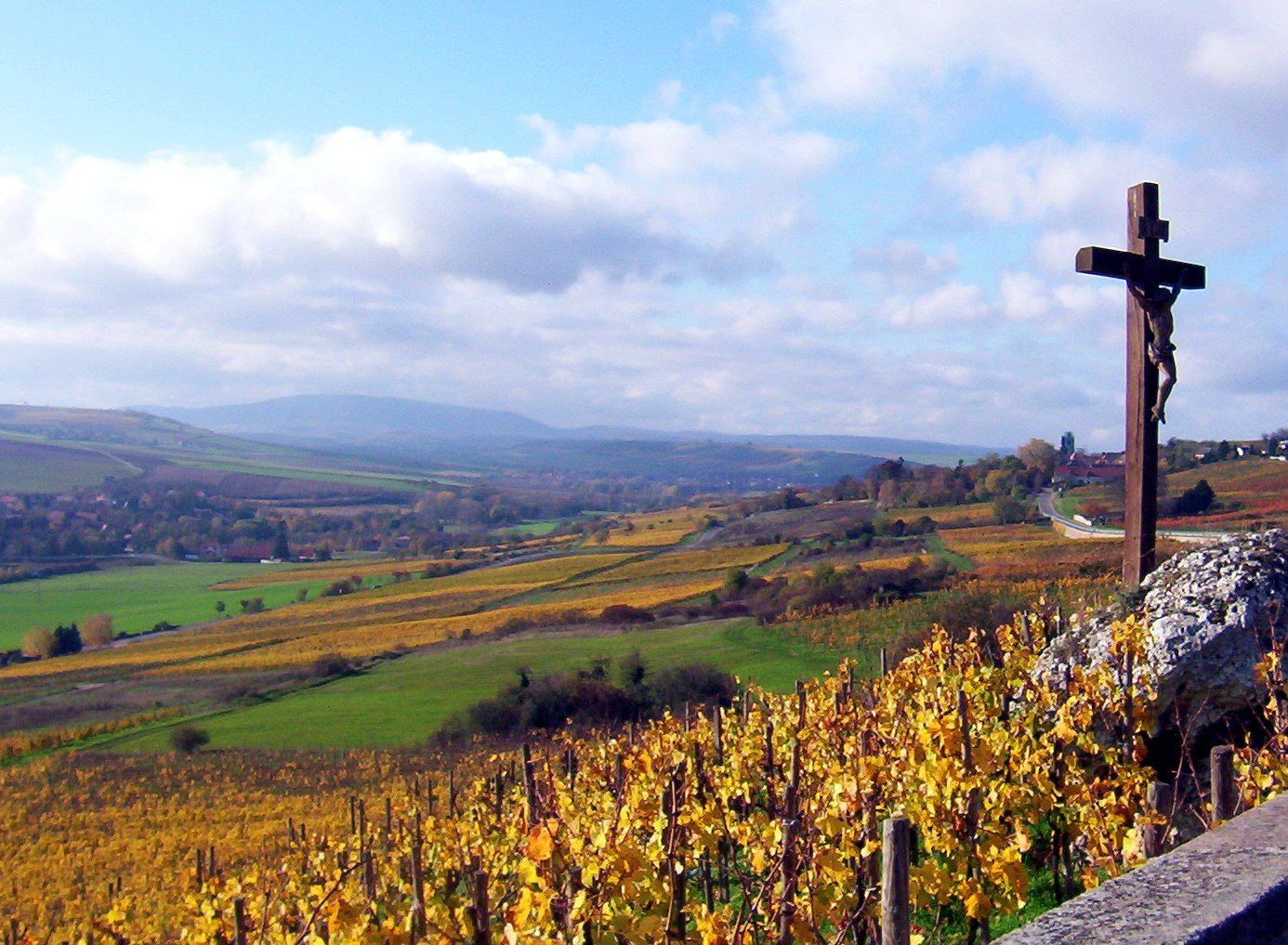
Weinberge im Herbst: Blick entlang des Zellertals Richtung Donnersberg

Zellertal ist eine Weinbaugemeinde und gehört zum nordwestlichsten Teil des pfälzischen Weinanbaugebiets. Die bestockte Rebfläche misst etwa 100 Hektar. Vor Ort befindet sich die Großlage Schnepfenflug vom Zellertal. Die bekannteste Einzellage heißt Zeller Schwarzer Herrgott. Weitere Einzellagen sind Herrgottsblick, Klosterstück, Königsweg und Kreuzberg. Der von 1999 bis 2017 errichtete Windpark Kahlenberg erstreckt sich teilweise über das Gemeindegebiet.

### Verkehr
Durch den südlichen Ortsteil Harxheim führt von West nach Ost die Bundesstraße 47, die von Wattenheim über Worms bis nach Walldürn verläuft. Von ihr zweigt nach Süden die Landesstraße 448 nach Ebertsheim und die Kreisstraße 65 nach Zell ab. Von Zell aus führt außerdem die Kreisstraße 64 nach Albisheim.
Zellertal ist über die von Behles Bus betriebene Buslinie 921, die stündlich in westlicher Richtung bis nach Kirchheimbolanden und in östlicher Richtung bis nach Monsheim verläuft, sowie die von Kirchheimbolanden nach Göllheim führende Linie 904 an das Nahverkehrsnetz angeschlossen.
Parallel zur B 47 verläuft die eingleisige Strecke der Zellertalbahn, die von Langmeil nach Monsheim  führt. Für die Gemeinde Zellertal war der Bahnhof Harxheim-Zell zuständig, der sich am südlichen Rand von Harxheim befindet. Die Personenbeförderung wurde in den 1980er Jahren eingestellt. Um 1990 wurde das einzige Ausweichgleis demontiert, wodurch die Station den Status als Bahnhof verlor. Zur selben Zeit kam der örtliche Güterverkehr ebenfalls zum Erliegen. Jedoch fand von 2001 bis 2016 an Sonn- und Feiertagen im Zwei-Stunden-Rhythmus wieder Ausflugsverkehr statt.

### Bildung

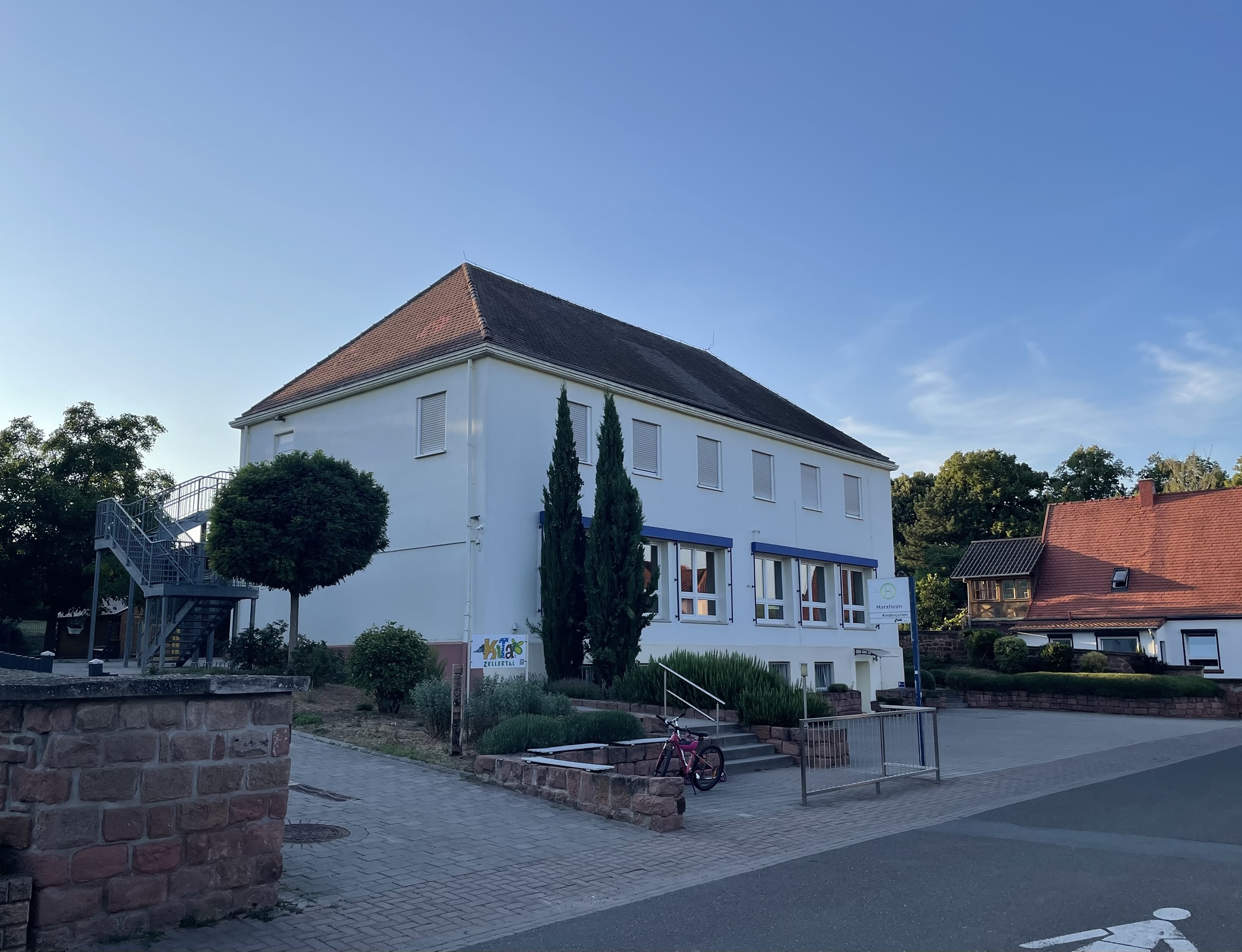
Kindergarten in Harxheim

Vor Ort existiert eine Grundschule, die von rund 200 Schülern besucht wird. Im Ortsteil Harxheim befindet sich ein Kindergarten.

### Sport
Die TSG 1900 Zellertal spielte mit ihrer Tischtennis-Damenmannschaft Ende der 1980er Jahre in der 2. Bundesliga.

### Tourismus
Durch die Gemeinde verläuft der Zellertal-Radweg. Alle drei Ortsteile berührt der Weinwanderweg Zellertal, der durch die Rebflächen führt.

## Persönlichkeiten

### Söhne und Töchter der Gemeinde
- Erhard Cellius (1546–1606), Historiker und Verleger
- Carl Ludwig Golsen (1807–1872), Politiker
- Jean Janson (1823–1895), Politiker (NLP)
- Wilhelm Schäfer (1881–1968), Pädagoge
- Gustav Herzog (* 1958), Politiker (SPD)

### Personen, die vor Ort gewirkt haben
- Detlof Graf von Borries, Bildender Künstler, erhielt im Jahr 2000 den Verdienstorden des Landes Rheinland-Pfalz und entwarf 2015 ein Etikett für eine Weinsendung an die Neumayer-Station.[12]